# Кеннеди (остров)
Кеннеди (англ. Kennedy Island; традиционное название — Касоло, англ. Kasolo) — крошечный остров в Тихом океане, являющийся частью меланезийского государства Соломоновых Островов. Одно из альтернативных названий — остров Изюмного Пуддинга (англ. Plum Pudding Island). Административно входит в состав Западной провинции.

## География
Остров расположен к юго-востоку от города Гизо, вдоль пролива Блэкетт. Покрыт густой растительностью, среди которой преобладают кокосовые пальмы.

## История
История Касоло связана с американским президентом Джоном Кеннеди, в честь которого он и был назван. Недалеко от острова 2 августа 1943 года японским эсминцем «Амагири» был потоплен американский торпедный катер «PT-109» под командованием Кеннеди. Спасшиеся моряки, в том числе получивший тяжёлую травму спины будущий президент, добрались до острова Касоло. За спасение раненого механика Кеннеди был награждён орденом за отвагу.